# Damernas turnering i volleyboll vid medelhavsspelen 2001
Damernas turnering i volleyboll vid medelhavsspelen 2001 hölls 2 till 15 september 2001 i Tunis, Tunisien. I turneringen, som organiserades av Comité international des Jeux méditerranéens, deltog tolv landslag från länderna runt medelhavet. Italien vann tävlingen för femte gången genom att besegra Turkiet i finalen.

## Deltagande lag
| Lag         | Deltog senast             |
| ----------- | ------------------------- |
| Albanien    | Aten 1991                 |
| Kroatien    | Languedoc-Roussillon 1993 |
| Frankrike   | Bari 1997                 |
| Grekland    | Languedoc-Roussillon 1993 |
| Italien     | Bari 1997                 |
| Jugoslavien | Bari 1997                 |
| San Marino  | Debut                     |
| Spanien     | Languedoc-Roussillon 1993 |
| Tunisien    | Debut                     |
| Turkiet     | Bari 1997                 |

## Grupper
| Grupp A                                                   | Grupp B                                              |
| --------------------------------------------------------- | ---------------------------------------------------- |
| Kroatien · Frankrike · Italien · Jugoslavien · San Marino | Albanien · Grekland · Spanien · Tunisien · Turkiet · |

## Slutspelsfasen

### Spelschema
|  | Semifinaler | Semifinaler |         |         | Final               | Final               |  |
|  |             |             |         |         |                     |                     |  |
|  | Italien     | 3           |         |         |                     |                     |  |
|  | Italien     | 3           |         |         |                     |                     |  |
|  | Grekland    | 0           |         |         |                     |                     |  |
|  | Grekland    | 0           |         | Italien | 3                   |                     |  |
|  |             |             |         | Italien | 3                   |                     |  |
|  |             |             | Turkiet | 0       |                     |                     |  |
|  | Turkiet     | 3           | Turkiet | 0       |                     |                     |  |
|  | Turkiet     | 3           |         |         |                     |                     |  |
|  | Frankrike   | 0           |         |         | Match om tredjepris | Match om tredjepris |  |
|  | Frankrike   | 0           |         |         |                     |                     |  |
|  |             |             |         |         |                     |                     |  |
|  |             |             |         |         | Grekland            | 1                   |  |
|  |             |             |         |         | Grekland            | 1                   |  |
|  |             |             |         |         | Frankrike           | 3                   |  |

#### Resultat
| Datum    | Mellan               | Resultat | Set   | Set   | Set   | Set   | Set | Poäng totalt | Speltid | Åskådare |
| Datum    | Mellan               | Resultat | 1     | 2     | 3     | 4     | 5   | Poäng totalt | Speltid | Åskådare |
| -------- | -------------------- | -------- | ----- | ----- | ----- | ----- | --- | ------------ | ------- | -------- |
| 10-09-01 | Italien - Grekland   | 3 - 0    | 25:17 | 25:20 | 25:16 |       |     | 75 - 53      | -       | -        |
| 10-09-01 | Turkiet - Frankrike  | 3 - 0    | 25:23 | 25:23 | 25:20 |       |     | 75 - 66      | -       | -        |
| 11-09-01 | Grekland - Frankrike | 1 - 3    | 14:25 | 25:22 | 16:25 | 25:27 |     | 80 - 99      | -       | -        |
| 11-09-01 | Italien - Turkiet    | 3 - 0    | 25:9  | 25:23 | 25:18 |       |     | 75 - 50      | -       | -        |

## Slutplaceringar
| Sluttabell | Lag         |
| ---------- | ----------- |
|            | Italien     |
|            | Turkiet     |
|            | Frankrike   |
| 4          | Grekland    |
| 5          | Spanien     |
| 6          | Jugoslavien |
| 7          | Kroatien    |
| 8          | Tunisien    |
| 9          | Albanien    |
| 10         | San Marino  |